# كمنة عابرة
الكُمْنَة العابِرَة (بالإنجليزية: Amaurosis fugax)‏ (أو عمى عيني عابر وحيد الجانب) هي فقدان البصر في عينٍ واحدة أو في العينين بشكلٍ مؤقت ومن غيرِ ألم.

## الفيزيولوجيا المرضية والمسببات
قبل عام 1990، كان يمكن تقسيم الكمنة العابرة «سريريًا» إلى أربعة أعراض عقد محددة، ولكل منها مسبب مرضي يكم فيها، صمي، تشنج وعائي، نقص انسياب الدم، وغير معروف. {4} وفي عام 1990، صقلت أسباب الكمنة العابرة على نحو أفضل بواسطة فريق الكمنة العابرة الدراسي، والتي حددت خمس فئات متميزة من العمى الاحادي العابر، استنادًا علي أسبابها المفترضة: صمي، ديناميكي دموي، عيني، عصبي، ومجهول السبب (أو «لا يوجد سبب محدد») {6}. وفيما يتعلق بعلم الأمراض الكامنة وراء هذه الأسباب (باستثناء «مجهول السبب»)، «تشمل بعض من أكثر الأسباب المتكررة مرض عصيدي السباتيين الداخليين، أو الشرايين الداخلية للعين، تشنج وعائي، اعتلال الأعصاب البصرية، الشرايين الخلية العملاقة، زرق انسداد الزاوية، وزيادة الضغط داخل القحف، وأمراض الضغط الحجاجي، وهي ظاهرة سرقة، ولزوجة الدم أو فرط الخثورية.» {8}

### منشأ الصمية والديناميكية الدموية
وفيما يتعلق بأسباب الديناميكية الدموية وأسباب الصمية، تحدث خسارة البصر الاحادية العابرة هذه في نهاية المطاف نتيجة لانخفاض مؤقت في شريان الشبكية أوالشريان العيني أو تدفق دم شريان الهدبية مما يؤدي إلى نقص في دورة شبكية العين الذس بدوره يسبب نقص أكسجة شبكية العين {10} نلاحظ أيضا أنه بينما أكثر أسباب الصمات شيوعا في التسبب بالكمنة العابرة، توصف بأنها ناشئة عن تصلب الشريان السباتي. أي صمات ناشئة من الأوعية الدموية التي تسبق شبكية العين أو الشريان العيني، أو الشرايين الهدبية التي قد تسبب هذا العمى الأحادي العابر.
- تصلب الشريان السباتي: قد تظهر الكمنة العابرة كنوع من هجوم اقفاري عابر{TIA}، تعرقل خلاله الصمة تجويف الشريان الشبكي من طرف واحد، أو الشريان البصري، مسببة انخفاضا في تدفق الدم الي شيكية العين. يسبب انخفاضا في تدفق الدم إلى نفس جانب القزحية. معظم الأسباب المشتركة لمصدر تعصد الصمات هذه هو تصلب الشريان السباتي {12}
 ومع ذلك، فإن تصلب الشرايين السباتية الحاد قد يتسبب أيضافي الكمنة العابرة بسبب تضييق تدفق الدم به، مما يؤدي إلى نقص التروية عندما تتعرض شبكية العين الضوء الساطع. {14} فقدان البصر من جانب واحد فق الضوء الساطع قد يشير حبج انسدادي في نفس الجانب من الشريان السباتي. وربما يعكس عدم قدرة خط الحدود للحفاظ على تداول زيادة نشاط الشبكية الأيضي المرتبط بالتعرض للضوء الساطع." {14}
- اللطخة التعصدية في شريان العصب العيني: تظهر مثل ما هي مكنعة في الشريان السباتي الداخلي.
- الصمات القلبية: صمات السكتة الخثارية الناشئة من القلب قد تتسبب أيضا في إعاقة لمعيان شبكة العين، و/ أو الشرايين الهدبية، مسببة انخفاض تدفق الدم الي شبكية العين، مثال ذلك تلك التي تنشأ بسبب (1) الرجفان الأذيني، (2) شذوذ الصمامات، بما في ذلك الأمراض الروماتيزمية ما بعد الصمامات، هبوط الصمام التاجي، وصمام الأبهري ثنائي الشرف و (3) الحاجز الاذيني.
- التشنج الوعائي المؤقت المؤدي الي انخفاض تدفق الدم قد يكون سببا يؤدي الي الكمنة العابرة. {18} (20). وعموما، هذه الحلقات هي باختصار ولا تدوم أكثر من خمس دقائق. {22} وقد ارتبطت هذهبالتدرب. {23} {25} ولا تقتصر نوائب التشنج الوعائي هذه علي الشباب والافراد الذين يتمتعون بصحة جيدة. «تشير الملاحظات إلى أن منهجية الديناميكية الدموية تتحدي استفزاز الإفراج عن مادة التشنج الوعائي في الأوعية الدموية لشبكية عين واحدة.» {26}.
- شرايين الخلية العملاقة: قد تتسبب شرايين الخلية العملاقة في التهاب عملاق داخل الشريان المركزي الشبكي والشرايين الهدبية الخلفية من العين، مما يؤدي إلى انسداد كامل أو جزئي، السبب الذي يؤدي الي انخفاض تدفق الدم كما هو الكمنة العابرة. وأسباب الكمنة العابره عادة هي خلية الشرايين العملاقة التي قد ترتبط مع عرج الفك والصداع. ومع ذلك، فمن غير المألوف أيضا مع مثل هولاء المرضى ان لا تكون لديهم أي اعراض أخرى. {28} عثر استعراض شامل 2 الي على 19 في المائة حالة الكمنة العابرة بين هؤلاء المرضى. {30}
- الذئبة الحمامية الجهازية {32} {34}
- التهاب حوائط الشريان العقدي {36}
- التهاب الاوعية الدموية اليوزيني {38}
- متلازمة فرط اللزوجة {39}
  - كثرة كريات الدم الحمراء {41}
- فرط الخنثورية{43}
  - نقص البروتين ج {45}
  - نقص بروتين جي {47}
    - الأجسام مضادة الكاريوليين {48}
    - مانع تخثر الذئبة (50)(52)
- كثرة الصفيحات (53)
- متلازمة سرقة تحت الترقوة
- ارتفاع ضغط الدم يمكن ان يسبب نقص تروية رأس العصب البصري مما يؤدي إلى فقدان البصر العابر احادي العين. {55}
- الصمات داخل أوعية العين لها علاقة باستخدام المخدرات.{56}
- علاجية المنشأ: يمكن أن تكون الكمنة العابرة علاجية المنشأ بوصفها من المضاعفات التي تتلو استئصال باطنة الشريان السباتي أو تصوير الأوعية السباتية، أو قسطرة القلب أو الالتفافية.{57}

### أصل العين
تشمل أسباب البصر ما يلي:
- التهاب القزحية {59}
- التهاب القرنية {61}
- الاجفان {62}
- البراريق الشفافة في القرص البصري {63}
- الانفصال الزجاجي الخلفي {64}
- زرق الزاوية المغلقة {66}
- الارتفاع العابر للضغط البصري الداخلي، ارتفاع ضغط العين {67}(68)
- نزف داخل العين {69}
- الثلامة (نقص خلقي في نسيج العين) {70}
- قصر النظر {71}
- الورم الوعائي الحجاجي {73}
- الورم العظمي الحجاجي
- التهاب القرنية والملتحمة الجاف {76}

### منشأ عصبي
تشمل الأسباب العصبية ما يلي:
- التهاب العصب البصري {77}
- مسار انضغاط الأعصاب البصرية (77)
- وذمة حليمة العصب البصري «الآلية الأساسية للإعاقة البصرية في كل هؤلاء المرضي، تبدو انها تروية عابرة لراس العصب البصري الرئيسي، ترتب على ها زيادة الضغط على الأنسجة. تورم العصب الداخلي، والكتل الداخلية وزيادة تدفق السائل الخلالي في المحور العصبي، قد يساهم كل ذلك في زيادة ضغط أنسجة العصب البصري في الرأس. الانخفاض الذي يلي ذلك في ضغط الإرواء، يجعل الاوعية الصغيرة منخفضة الضغط التي تغذي رأس العصب البصري، عرضة للتسوية. موجز التقلبات في ضغط الدم أو النظامية داخل الجمجمة قد تؤدي إلى الفقدان المؤقت لوظيفة العينين.»{82} وعادة يرتبط ذلك الفقدان العابر للبصر مع الصداع وتورم القرص البصري.
- ويمكن أن يسبب التصلب المتعدد الكمنة العابرة بسبب كتلة التوصيل من جانب واحد، والتي هي نتيجة للألياف العصبية والتهاب العصب البصري، و«... ربما عن عيوب في انتقال متشابك والمفترض تعميم حظر العوامل.»{84}
- الشقيقة (الصداع النصفي){86} {88} {90} {92} {94} {96} {98} {100}
- الورم المخي الكاذب {101}
- تورم داخل الجمجمة
- منشأ نفسي

## الأعراض
الكمنة العابرة الموصوفة تقليديا والتجربة باعتبارها خسارة رؤية أحادي عابر أن يظهر على شكل ستارةستارة «نازلة عموديا في مجال الرؤية في عين واحدة،» ومع ذلك، هذا فقدان البصر الارتفاعات غير شائعة نسبيا. في دراسة واحدة، 23.8 في المئة من المرضى الذين يعانون من عابر أحادي من ذوي الخبرة فقط فقدان الرؤية الكلاسيكية «الستار» أو «الظل» تنازلي على رؤيتهم. {106} أوصاف أخرى من هذه التجربة تشمل العمى الاحادي والعتمة والتبخير أو الوضوح. {108} مجموع القطاعات أو فقدان الرؤية قد لا تستغرق عادة سوى بضع ثوان، ولكن الدقائق الأخيرة قد تكون أو حتى ساعات. وتعتمد المدة على مسببات فقدان البصر. حجب الرؤية بسبب وذمة حليمة العصب البصري، تستغرق ثواين فقط، بينما تصلب الشريان السباتي العصيدي قد تكون مرتبطة السباتي الشريان بشدة تصلب الشرايين مع مدة 1-10 دقائق. {110} بالتأكيد، قد توجد أعراض إضافية مع للكمنة العابرة، وهذه النتائج سوف تعتمد على المسببات لفقدان البصر أحادي عابر.

## التشخيصي التقييمي
وعلى الرغم من الطابع المؤقت لفقدان الرؤية، للشخص الذي يعاني من الكمة العابرة، عادة ما ينصح باستشارة الطبيب فورا لأنها عرض يبشر عادة بأحداث دموية خطيرة، بما في ذلك السكتة الدماغية.{112} {114}. ومجددا و«بسبب قصر الفترة الفاصلة بين الحدث العابر والسكتة الدماغية أو العمى من الشرايين الصدغية، ينبغي القيام بفحص طبي شامل لأغراض تشخيص العمي الأحادي العابر من دون تأخير». إذا لم يكن للمريض المريض لا يوجد لديه تاريخ الشرايين خلية عملاقة، من احتمال الحفاظ على رؤية عالية، ومع ذلك، فرصة لسكتة دماغية أن يصل لنصف الكرة الغربي الشفافية في مجال التسلح. ولذلك، والتحقيق في أمراض القلب له ما يبرره. {115}
لفحص طبي ينبغي أن يبدأ مع تاريخ المريض، يليها اختبار بدني، مع إيلاء أهمية خاصة لدراسة طب العيون في شأن علامات الإسكيمية بصري. عند تحري الكمنة العابرة والعيون التشاور بشأنه على الإطلاق إذا كانت متوفرة. وينبغي أيضا العديد من الاختبارات المعملية ما يصاحب ذلك أن تأمر بالتحقيق في بعض من أكثر شيوعا، والأسباب المنهجية المذكورة أعلاه، بما في ذلك كاملة الدم وكرات الدم الحمراء معدل الترسيب، لوحة الدهون، ومستوى السكر في الدم. ويستند إلى مسببات يشتبه خاصة عن تاريخ والمادية، ومختبرات إضافية ذات الصلة وينبغي إذا أن يؤمر. {116}
إذا كانت الاختبارات المعملية غير طبيعية، وهي عملية من المرجح الأمراض الجهازية، وإذا كان فحص العيون غير طبيعي، وأمراض العين من المرجح. ومع ذلك، في حالة أن كلا من هذه الطرق لتحقيق العائد النتائج طبيعية، أو توضيحا غير كاف، نونينفاسيفي دراسات بالموجات فوق الصوتية على الوجهين وأوصت لتحديد مرض الشريان السباتي. معظم حلقات الكمنة العابرة هي نتيجة تضيق في شرايين القلب متعلق ب نفس الجانب من جسم الإنسان. {118} وخلصت مع ذلك لما كان الأمر كذلك، والباحثين التحقيق في أفضل السبل لتقييم هذه الحلقات من فقدان الرؤية، وذلك للمرضى الذين تتراوح 36-74 سنة، "... على الوجهين الشريان السباتي المسح يجب أن يكون تنفيذ هذا التحقيق... وأكثر من المرجح أن تقدم معلومات مفيدة واسعة من فحص القلب ورسم القلب، هولتر رصد 24 ساعة وتخطيط صدى القلب بركي (كائن أمام القلب).{119} بالإضافة إلى ذلك، أو التصوير بالرنين المغناطيسي والتصوير المقطعي وأوصت أيضا ما يصاحب ذلك رئيس للتحقيق في وجود انسداد في الدماغ سريريا الصامتة {120}
إذا كانت نتائج الموجات فوق الصوتية والتصوير داخل الجمجمة طبيعية، «تجديد الجهود التشخيص يمكن أن تقدم» خلال تصوير الأوعية التي فلوريسسيين هو الاعتبار المناسب. ومع ذلك، لا ينصح بتصوير الأوعية السباتية، وذلك في حالة الموجات فوق الصوتية والاشعة المقطعية العادية {122}

## المُعالَجَة
إذا اسفر التشخيص عن عملية مرض جهازي، ينبغي البدء في استعمال العلاجات الموجهة لعلاج المسببات الكامنة وراء ذلك. إذا كان سبب الكمنه العابرة هو افة تصلب الشرايين، وأشار الاسبرين هو، وإذا كانالشريان السباتي استئصال بطانة الشريان تضيق يمكن الوصول إليها جراحيا. عموما، إذا كان لا يزال الشريان السباتي مريضا، وتضيق كلما زاد، زاد مؤشر استئصال بطانة الشريان. «الكمنة العابرة يبدو أن هناك إشارة إيجابية وخاصة لاستئصال بطانة الشريان السباتي. تركت دون علاج، وهذا الحدث يحمل في طياته مخاطر كبيرة من السكتة الدماغية، وبعد استئصال بطانة الشريان السباتي، الذي لديه من المنطوق منخفضة المخاطر، وجود معدل منخفض للغاية بعد العملية الجراحية السكتة الدماغية.» {124} إذا كان التشخيص الكامل، طبيعي تماما، يوصي بمراقبة المريض. {125}